# Tatomir
Tatomir, Tatomier, Tatumir – staropolskie imię męskie. Składa się z członu Tatu- („tata”) -mir („pokój, spokój, dobro”). Może zatem oznaczać „przynoszący pokój swojemu ojcu”.
Tatomir imieniny obchodzi 12 lipca.